# Macumba
Macumba (auch Makumba) ist eine afro-brasilianische Religion, die sich aber mehr von ihren afrikanischen Wurzeln gelöst hat und weniger klar umrissen ist als Candomblé. Der Begriff Macumba geht auf einen Baum in Madagaskar und Mosambik zurück, unter dem die ethnisch religiösen Versammlungen stattfanden.
Oft bedeutet Macumba nur die Vielzahl der in Brasilien lebendigen religiösen Volkstraditionen afrikanischen Ursprungs, die nicht nur auf die Bevölkerung schwarz-afrikanischer Herkunft beschränkt sind, sondern auch weit bis in „weiße“ Bevölkerungsschichten vorgedrungen sind. Macumba existiert oft neben oder in synkretistisch vermischter Weise zusammen mit dem volkstümlichen katholischen Glauben weiter Teile der brasilianischen Gesellschaft, auch wenn eher an Europa und Nordamerika ausgerichtete Schichten dies oft bestreiten.
Im Macumba spielen Hexenglauben und Fetische eine große Rolle. Nicht nur weiße, sondern auch schwarze Magie gehören zu Macumba. Beim Macumba-Kultus nehmen die sogenannten „Söhne bzw. Töchter der Heiligen“ unter Leitung eines Priesters oder einer Priesterin in Trance Kontakt mit Ahnen und anderen Geistern auf und übermitteln deren Ratschläge mit „heiliger Stimme“ den Gläubigen.
Macumba ist in Brasilien ein sehr negativ geprägter Ausdruck. Wird von jemandem behauptet, er betriebe Macumba, so gilt es für einen christlichen Brasilianer, diesen Menschen zu meiden. Um Macumba ranken sich ähnlich mysteriöse Vorstellungen wie um Voodoo. Beides entstammt den afrikanischen Religionen und wird in etwas abweichender Form und unter anderem Namen auch auf Kuba (Santería) praktiziert.
Jedoch ist Macumba eine Weiterentwicklung der ehemaligen Bantureligionen aus Angola und Kongo. Diese Regionen waren bereits früh stark vom Christentum beeinflusst. Daher sind Gebete und Lieder im Macumba auf Portugiesisch anstatt in einer afrikanischen Sprache verfasst. Ebenfalls existiert ein höchstes Wesen, wie im Christentum. Dieses wird Zumbi genannt.
Im Macumba wird eine besondere Verbindung mit den Toten gepflegt. Daher handelt es sich um eine todeszentrierte Religion, was es von anderen afro-brasilianischen Kulten unterscheidet.